# Plique polonaise

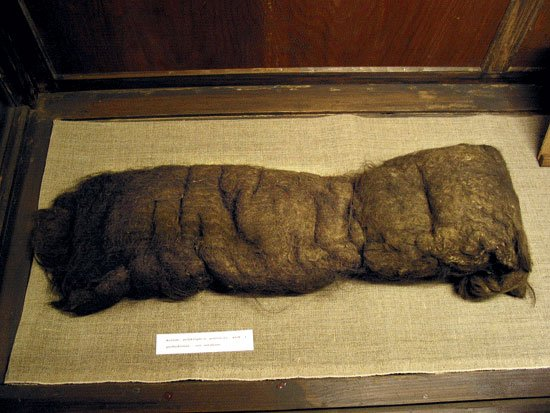
Plique polonaise au musée de la Faculté de médecine de l'université Jagellonne à Cracovie en Pologne.

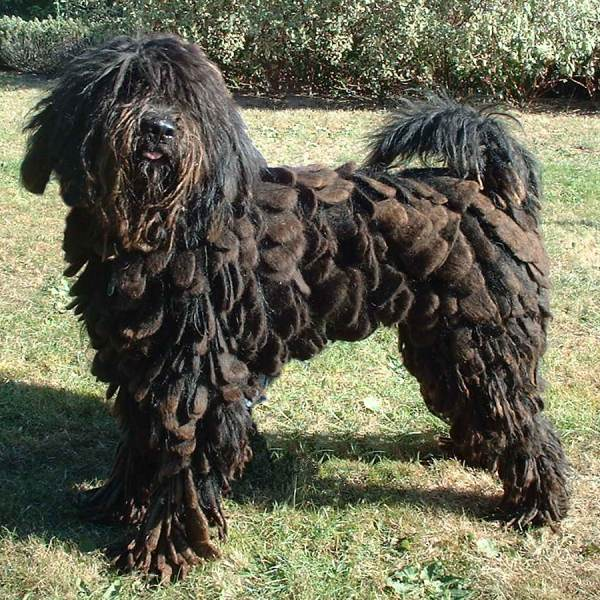
Depuis plusieurs siècles, la plique a été comparée au feutrage de fourrure chez des animaux (ici chez un chien) (p. 22 de la thèse de Gadowski (1814)

La plique polonaise ou plie (parfois assimilée au trichoma) ou aussi dénommée plica polonica, plica mas, plica femina, plica filia, morbus cirrhorum ou tricae incuborum (noms latins) ;  kołtun en polonais ou Weichselzopf en allemand, ou « tresse de la Vistule » en français, tous noms faisant référence à la Pologne est une supposée maladie dont l'explication est encore de nos jours en partie mystérieuse voire énigmatique, si ce n'est controversée.
Elle a probablement des causes multifactorielles. De nombreux auteurs la considéraient comme endémique de Pologne. Le mot plique désignait autrefois simplement l'entrelacement ou le feutrage des cheveux, que certains auteurs comme Jachius nommaient aussi tricoma (du grec « chevelure »). On disait d'une personne portant une plique qu'elle était « pliquée ».
Cela serait une maladie dans laquelle les pilosités (cheveux, barbe et poils) sont enchevêtrés et collés ensemble ; affection observée ou principalement autrefois décrite en Pologne. Les Allemands l'appelaient aussi queue de la Vistule.

« Dans toutes ces descriptions, on voit que la plique était caractérisée principalement par l'abondance, la longueur et l'enchevêtrement des cheveux, devenus gras, inextricables, rassemblés en nattes, en touffes, en chignons, peuplés de poux et de lentes, et exhalant une odeur infecte; quelquefois même on a noté la même altération des poils des aisselles et du pubis. On a décrit également chez les malades atteints de ces lésions pileuses un malaise général, des douleurs et de l'engourdissement dans les membres, un sentiment d'abattement et même quelquefois du délire et de la fièvre, phénomènes qui semblaient accuser l'influence de la maladie capillaire sur la santé générale. »

Mentionnée très fréquemment jusqu'au XIXe siècle, cette supposée maladie semble avoir été la plus fréquente en Pologne et semble de nos jours avoir fortement régressé, mais est encore considérée comme un phénomène rare, périodiquement repéré et par exemple associé à une pédiculose et/ou à la gale, ou sous des formes neuropathiques, éventuellement associé à une hystérie (Simpson en  1969 note que sur sept femmes présentant une plique polonaise, cinq présentaient une hystérie) ou schizophrénie
Une forme « neuropathique » (dite Plica neuropathica) en été décrite.
Le feutrage des cheveux semble pouvoir, chez certains patients prédisposés, être brutalement induit par :
- un simple shampoing selon P.V Graham[12]
- indirectement, la prise de certains médicaments, par exemple à la suite d'une pancytopénie induite par l'Azathioprine [13].

## Maladie

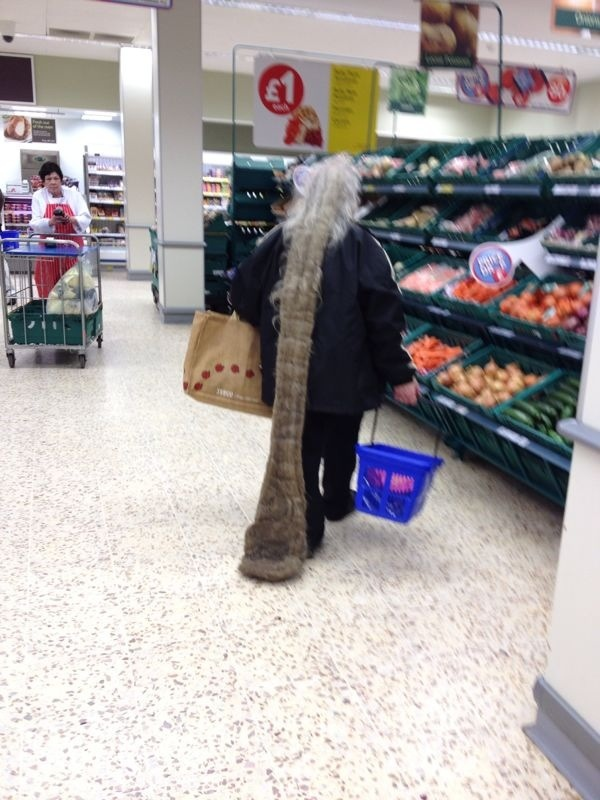
Personne affectée en 2012.

### Symptômes
Dominique Larrey (Premier chirurgien de la Garde Impériale) a profité de la campagne de Pologne pour employer les « momens de loisir que (lui) laissaient (ses) devoirs » de soldat pour étudier cette maladie.
Selon ses écrits publiés en 1810, les premiers signes en étaient d'après lui et les médecins de l'époque l'asthénie, une perte d'appétit, des douleurs articulaires, une fièvre accompagnée d'une sécheresse dermatologique diffuse. Puis à un moment pouvant varier dans l'évolution du mal, le patient disait sentir ses cheveux devenir douloureux, s’épaissir, se tuméfier, s’entrelacer, s’entortiller et former des mèches ou masses épaisses. Selon les dires de l'époque, couper ces cheveux s'accompagnait « d'effusion de sang ou d’humeurs sanguinolentes et visqueuses » (pus ?), avec éventuellement exostoses  crâniennes, tumeurs articulaires, ulcères sur les organes génitaux, les mains et la tête.

Un tel tableau clinique évoquait à l'époque une forme de syphilis proche de celle observée au début des années 1500 quand les 3 stades de la maladie se succédaient en quelques semaines seulement, voire de manière simultanée. On soignait alors la maladie par des composés mercuriels hautement toxiques. D'ailleurs, le mercure était aussi  utilisé pour traiter la plique.
Une partie des symptômes renvoient aussi aux altérations microscopiques du cheveu liées à la trichorrexie noueuse et à ce que A. Dupré (en 1973) dénomme le syndrome des cheveux incoiffables.
Une partie des symptômes renvoient plus simplement au feutrage kératinique parfois aussi observé sur une partie du pelage de certains chiens (voir illustration), chevaux (au niveau de la crinière souvent), moutons, bison (au moment de la perte du pelage d'hiver) ou chez d'autres animaux...
On a ensuite supposé que la plique polonaise résulte habituellement d'une déficience de soins capillaires.
Les cheveux longs, non lavés et non coiffés s'enchevêtraient de façon irréversible, formant une masse malodorante, incrustée ou collante. Elle peut être causée par ou accompagnée d'une infestation par les poux (pédiculose du cuir chevelu, phtiriase) et entraîner une inflammation du cuir chevelu. La plique polonaise est typiquement une masse (parfois importante) de cheveux, devenue dure et impénétrable, formée de fibres kératiniques cimentées de façon permanente avec du pus séché, du sang, des poux et des lentes et la saleté. Le phénomène peut être facilement évité par la pratique d'une hygiène standard, telle que le lavage et le coiffage des cheveux.

### Forme neuropathique
Une forme « neuropathique » (dite Plica neuropathica) apparait dans le corpus médical en 1884 quand Le Page décrit un cas chez une jeune fille de 17 ans soudainement touchée par un changement de texture de cheveux les rendant incoiffables (le médecin y concluant à l'effet d'un dérèglement du système nerveux, alors que les parents y voyaient le signe que leur fille aurait été visitée par Dieu).
À sa suite d'autres médecins tels Dubreuilh en 1902, De  Amis en 1923, Ohman & Dumesnil en 1923, Graham en 1952, Khare en 1985 (jeune femme de 20 ans victime de maladie mentale et ayant développé une plique après une période de six mois de stress intense).
Mozer en 1995 ou encore Friedlietal en 2000 décrivent d'autres cas. Leur travail est analysé en 1969 par Simpson et al. qui rapportent eux-mêmes un cas de Plica neuropathica chez un patient traité en psychiatrie pour des problèmes d'anxiété et de dépression.

### Traitement
Il consistait d'abord à couper les cheveux affectés et le chirurgien Gadowski note en 1814 que « si le tricome était une véritable maladie; l'origine des  cheveux ou le bulbe s'en ressentirait nécessairement; ce qui n'a pas lieu, puisque, le tricome rasé ou coupé, le cheveu croît de nouveau comme à l'ordinaire. » Si le bulbe est parfois affecté, c'est selon lui en raison du manque de soins qui a concerné la chevelure, Gadowski ajoutant que la douleur qu'éprouvent les tricoeuex quand « on touche leurs cheveux était une preuve de l'état pathologique de ces derniers. Je crois répondre victorieusement à cette objection en disant que  la sensibilité exaltée dont il est ici question ne peut être attribuée qu'à l'excessive malpropreté des systèmes pileux et cutané. Elle est bien faite pour produire des affections du cuir chevelu, et, par sympathie, certaines maladies cérébrales, ou celles des organes de la tête. De ce qu'en touchant l'appareil qui recouvre une plaie on  procure de la  douleur, on ne doit pas en induire que les linges soient malades ».
Divers traitement ont autrefois été utilisés pour traiter les symptômes non-pilaires, dont mercuriels. « s'il existe de l'irritation sur le cuir chevelu, les lotions antiphlogistiques, les pommades rafraîchissantes, peuvent également calmer les parties irritées (...) Dans les  cas ordinaires, immédiatement après la coupe du feutrage des cheveux, il ne peut qu'être avantageux de faire des  lotions, pendant plusieurs jours, avec du vin tiède coupé avec moitié eau ;  c'est d'ailleurs le moyen le plus assuré de  prévenir et d'apaiser l'irritation locale. On doit ensuite couvrir soigneusement la  tête, afin de  ne  pas la laisser exposée aux injures de  l'air, et surtout au froid humide, qui serait plus funeste que tout autre.- Tout doit tendre à calmer la douleur et à favoriser la transpiration du derme cérébral. Comme il arrive quelquefois que les cheveux qui croissent de nouveau, après avoir pris pendant longtemps la vicieuse habitude de s'entrelacer, ont encore une nouvelle tendance à suivre cette disposition, si l'on a soin de   ne pas négliger sa toilette, de laver ses cheveux, ou de les  peigner, ou même de les oindre, s'il le faut, avec quelque pommade appropriée, il  est constant qu'il ne se formera plus de nouvelle plique ».

## Histoire du phénomène et de sa connaissance
En 1775 Vicat cite Stabel qui affirmait en 1724 que la maladie « vient des Indes orientales, d'où elle s'est communiquée aux Tartares & aux Cosaques de l'Ukraine, environ l'an 1287 » (Erndtel fait de même selon Vicat).
La plique polonaise semble avoir été très fréquente autrefois en Pologne (et pas toujours pathologique) quand les soins des cheveux étaient négligés ; affectant principalement les paysans, mais sans être rare au sein des classes sociales supérieures.

Peut-être en raison de superstitions, la plique se serait développée en Pologne où la tresse était considérée comme une amulette supposée être bonne pour la santé, ce pourquoi on la laissait volontiers se développer, ou on encourageait son développement. Répandre de la graisse sur les cheveux et porter des bonnets de fourrure et des casquettes en laine, même en été, étaient des pratiques courantes[réf. nécessaire].

Au début du XVIIe siècle, une hypothèse est que la plique est le symptôme externe d'une maladie interne. Une plique en voie de croissance était censée sortir la maladie hors du corps, et donc elle était rarement coupée ; en outre, on croyait que si on la coupait, la plique pourrait se venger et causer une maladie encore plus grave[réf. nécessaire].

On croyait également que le fait de lancer un sort à quelqu'un pourrait provoquer chez lui l'apparition de plique polonaise [réf. nécessaire].

Ces superstitions ont été tellement répandues et fortes que beaucoup de gens ont vécu leur vie entière avec une plique polonaise. Une plique peut parfois devenir très longue - atteindre jusqu'à 80 cm, voire plus. La plique polonaise pouvait prendre diverses formes, d'une boule de cheveux à une longue queue. Les pliques ont même été classées d'une manière assez sophistiquée, il y avait des pliques "mâle" et "femelle", "interne" et "externe", "noble" et "quelconque", "saine" et "parasitaire" (Certains auteurs « ont avancé que la plique femelle produisait, dans certains cas, les symptômes les plus terribles. Les ongles surtout croissent, disent-ils, étonnamment; ils  deviennent raboteux et noirs, (de manière qu'ils imitent des cornes de bouc ; ils tombent chez les uns durant la maladie, et reviennent de nouveau chez d'autres, même lorsque la plique est enlevée. Quelques écrivains soutiennent seulement que    l'aflection des ongles se complique avec le tricome) ».
L'excision d'une plique ; En Pologne, elle pouvait être associée à un rituel : on choisissait une belle journée ou « un jour de fête d'un saint de première classe, ou celui d'une sainte de premier ordre » raconte Gadowski. Une fois coupée « on croit devoir la porter encore quelques jours sur la tête. Si par malheur, durant cet espace de temps, elle contracte quelque adhérence avec les cheveux qui restent, on juge alors qu'elle a été trop tôt opérée, et qu'il faut la conserver encore quelque temps : c'est alors qu'on l'enveloppe religieusement - dans un linge; et afin que le reste des miasmes tricomateux aille se joindre ou se réunir avec cette crinière, on la fixe durant quelque temps sous l'oreiller du prétendu malade. Enfin le peuple finit par déposer secrètement la plique dans un lieu peu fréquenté, dans un arbre creux ou sous les toits; Si quelque malavisé la jetait immédiatement au hasard, les voisins s'imaginent que des maladies graves doivent être la suite de cette imprudence. L'objection la plus favorable, ou même celle qui paraît être le plus en faveur de ceux qui admettent la plique comme maladie, est la suivante; c'est qu'elle est le plus ordinairement formée au mo ment où le malade est en pleine convalescence à la suite d’une affection grave. Mais, pour peu qu'on réfléchisse, on se convaincra que cette même époque est aussi la plus convenable pour que les cheveux s'entrelacent, se mêlent d'une manière plus ou moins inextricable. Comme j'ai déjà eu occasion d'en faire la remarque, cet état des cheveux est favorisé par la crise des sueurs, que l'on sait être visqueuses. La transpiration seule, réunie avec la malpropreté, est capable avec le temps d'opérer cette sorte d’agglutination qui en impose à des observateurs superficiels. C'est ainsi que le préjugé de la plique se perpétue de génération en génération. Au grand regret de l'humanité, il arrive très-souvent encore qu'après avoir invité le pliqué à se réjouir au moment où l’entortillement de ses cheveux se manifeste, puisqu'il est d'ailleurs censé être l'heureux présage de sa maladie, le médecin et le convalescent sont déchus de leur espérance ; car, après une prétendue crise aussi favorable, il n'est pas rare de voir le malade succomber ».
Une femme de lettres britannique, Hester Thrale, amie de Samuel Johnson, livrant ses observations et réflexions faites au cours d'un voyage à travers la France, l'Italie et l'Allemagne, décrit une plique polonaise vue en 1786 dans la collection de l'électeur de Saxe à Dresde : « la taille et le poids de celle-ci était énorme, sa longueur de quatre mètres et demi, la personne qui a été tuée par sa croissance était une noble dame polonaise bien connue à la cour du roi Auguste ».
Selon les observations de Larrey qui dit avoir examiné cette affection avec soin en prenant « tous les renseignements  nécessaires auprès des médecins du pays  [...] et des malades eux-mêmes », c'est une maladie plutôt urbaine et plus rare « chez les seigneurs et les habitans (sic) des campagnes ». Selon lui il ne s'agit pas d'« une vraie maladie des poils et des cheveux ainsi que l'assurent presque tous les voyageurs et les médecins qui ont écrit sur les maladies endémiques en Pologne » ; la Plique ne serait que le résultat d'un manque de soin des cheveux ou de soins inappropriés.
Diderot en tant que critique d'art y fait allusion dans le Salon de 1765, au moment de décrire une femme dont la chevelure emmêlée a été mal exécutée par le peintre :

« Et puis rien de fini ni dans les mains, ni dans les bras, ni dans la coiffure, elle est affectée de la plica polonica. »

Au XIXe siècle en Galicie occidentale, le professeur Józef Dietl (autrichien) s'est particulièrement intéressé à cette maladie et à son traitement. Il a recensé les personnes souffrant de la maladie, en suscitant  des rumeurs selon lesquelles les pliques seraient taxées. Ces rumeurs auraient contribué à l'éradication de la plique polonaise dans sa région.

Dans la seconde moitié du XIXe siècle, des intellectuels ont lutté contre la superstition et le manque d'hygiène de la paysannerie.

Gustave Flaubert dans son Dictionnaire des idées reçues écrivit : « Plique polonaise : si l’on coupe les cheveux, ils saignent ».
Au XXIe siècle les médecins sont plutôt confrontés à de simples conséquences de dreadlocks, généralement rapidement réglée par la coupe des cheveux.

## Culture, archives, muséographie

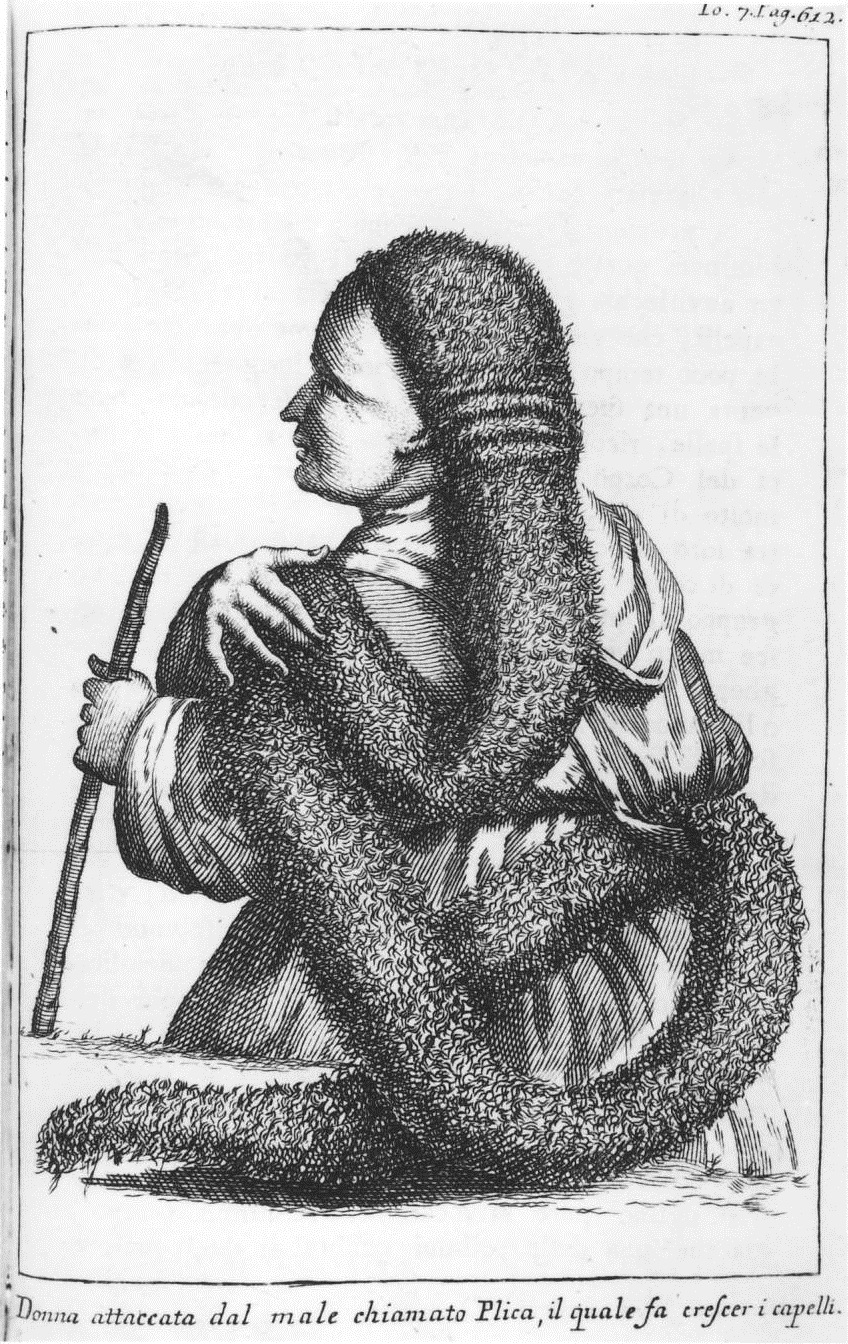
Gravure sur cuivre.

En 1775, Vicat note qu'on appelle aussi cette maladie tricae incuborum... « en raison de superstition spoupulaires qui l'attribuoient à des Vampires ». Il dit aussi qu'en Allemagne on dénommait parfois ce mal "Wichtelzopffe" « parce que quelques uns ont cru que cette maladie n'attaquoit que ceux à qui on n'avoit pas administré le baptême » (Wichteln)  ou "Judenzopffe" « parce qu'on l'a attribuée à des Vampires Juifs » .
En 1814, le chirurgien polonais Gadowski distinguait clairement en Pologne des gens dont la plique n'est due qu'à un défaut de propreté et d'autres qui au contraire la recherchent, la provoquent et l’entretiennent leur vie durant.
De nombreux paysans polonais se rasaient la tête en ne conservant qu'une grosse mèche de cheveux devenant une plique, alors que leur femme ne se rasait pas et obtenait une plique plus en forme de boule. Selon lui comme il s'agissait d'une tradition familiale certains médecins ont estimé que la plique était une maladie héréditaire voire contagieuse.
Une longue et épaisse plique polonaise, de 1 mètre 50, est conservée au musée de la faculté de médecine de l'université Jagellonne à Cracovie. Le mot polonais pour la plique polonaise, Kołtun, est maintenant utilisé au sens figuré en Pologne pour désigner une personne sans éducation avec un esprit vieux jeu.